# Diapyra igniflua
Diapyra igniflua is een vlinder uit de familie wespvlinders (Sesiidae), onderfamilie Tinthiinae.
Diapyra igniflua is voor het eerst wetenschappelijk beschreven door Lucas in 1894. De soort komt voor in het Australaziatisch gebied.